# Arene adusta
Arene adusta är en snäckart som beskrevs av J. H. McLean 1970. Arene adusta ingår i släktet Arene och familjen turbinsnäckor. Inga underarter finns listade i Catalogue of Life.